# Uchimura Naoya

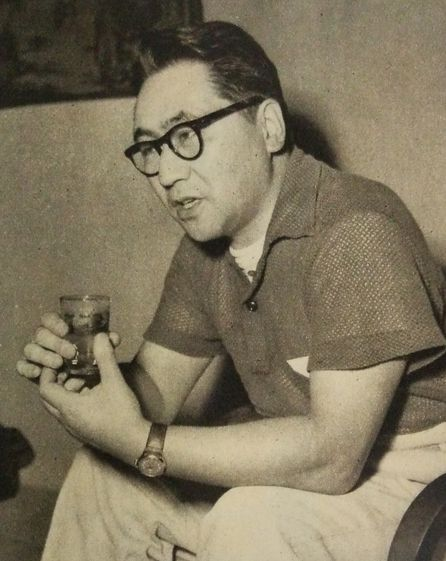
Uchimura Naoya, 1954

Uchimura Naoya (japanisch 内村 直也, eigentlich Sugawara Minoru; geboren 15. August 1909 in Tokio; gestorben 27. Juli 1989 ebenda) war ein japanischer Dramatiker und Übersetzer.

## Leben und Wirken
Uchimura Naoya war der jüngere Bruder des Regisseurs Sugawara Takashi (菅原 卓; 1903–1970). 1932 machte er seinen Studienabschluss der Keiō-Universität. Während des Studiums bildete er sich bei Kishida Kunio im Bereich Theater und wurde Mitglied der Theaterzeitschrift „Gekisaku“ (劇作). 1935 veröffentlichte er sein erstes Werk „Shūsuirei“ (秋水嶺) in der Zeitschrift und brachte es im Theater „Tsukijiza“ (築地座) zur Uraufführung.
Daneben erhielt Uchimura einen Job bei der Elektrizitätsfirma, die sein Vater hinterlassen hatte. Obwohl er unsicher war, was seine Eignung als Dramatiker anging, widmete er sich ab 1927 ganz dem Schreiben von Stücken für das Theater und fürs Fernsehen. Er war Vorsitzender des Japan-Zentrums des „International Theatre Institute (ITI)“ (国際演劇協会, Kokusai engeki kyōkai) und Mitglied des „Central Council for Education“ (中央教育審議会, Chūō kyōiku shingikai) des Kultusministeriums.
Zu seinen über 30 Werken gehören
- „Zōkibayashi“ (雑木林) – „Niederwald“
- „Tōi no gaika“ (遠い凱歌) – „Ferner Triumph“,
- „Toki to Higasa ikke“ (時と緋笠一家) – „Die Zeit und die Familie Higasa“,
- „Okinawa“ (沖縄) – „Okinawa“,
- „Eriko to tomo ni“ (えり子とともに) – „Zusammen mit Eriko“,
- „Zane“ (跫音) – „Schritte“,
- „Doramatourugī kenkyū“ (ドラマトゥルギー研究) – „Dramaturgie-Forschung“,
- „Joyū Tamura Akiko“ (女優・田村秋子) – „Die Schauspielerin Tamura Akiko“[A 1],
- „Rajio dorama hōhō-ron“ (ラジオ・ドラマ方法論) – „Methodik des Hörspiels“,
- „Terebi dorama nyūmon“ (テレビ・ドラマ入門) – „Einführung in das Fernsehdrama“,
- „Gekisakuka hakusho“ (劇作家白書) – „Dramatiker-Weißbuch“.

Zu Uchidas mehr als zehn Übersetzungen gehören Dramensammlungen aus den USA und Frankreich.
Uchida ist auch bekannt als Texter von „Yuki no furu machi o“ (雪の降る街を) – etwa „Auf der Straße, wenn der Schnee fällt“, der von Nakada Yoshinao vertont, 1951 ein Hit wurde. Es gibt die „Uchimura Naoya Drama Collection“ (内村直也戯曲集). Posthum wurde der „Uchimura Naoya-Uchimura-Preis“ vom ITI eingerichtet.  Er wird in Reclams Hörspielführer aufgeführt.
Uchimura erhielt unter anderem folgende Auszeichnungen und Ehrungen: 1958 „NHK Broadcast Culture Award“ (NHK放送文化賞, NHKHōsō bunka-shō), 1962 Mainichi-Kunstpreis, 1974 Ehrenmedaille mit Purpurband, 1982 Orden der Aufgehenden Sonne und Prix Italia.